# 葉護太子
葉護太子（ようこたいし、Ulu Bilge Tardush Yabghu、? - 758年?）は、回鶻可汗国の皇太子。登里羅没蜜施頡翳徳蜜施毘伽可汗（テングリデ・ボルミシュ・イリ・イトミシュ・ビルゲ・カガン）の長男。登里羅汨没蜜施頡咄登蜜施合倶録毘伽可汗（テングリデ・クト・ボルミシュ・イリ・ツトミシュ・アルプ・キュルグ・ビルゲ・カガン）の兄。葉護（Yabγu：ヤブグ）というのはテュルク系国家における称号のひとつであり、名は不明である。便宜上ここでは葉護太子と表記する。

## 唐における地位
- 官職：司空
- 封王：忠義王

## 安史の乱
至徳二載（757年）九月戊寅の日に、粛宗は邠王李守礼（章懐太子李賢の子）の子の敦煌王李承寀に、開府儀同三司の官を加えて宗正卿に任じ、迴紇の公主を娶って妃とさせた。葉護太子は将の帝徳らと兵馬4千余の部衆を率いて出兵した。唐を助け、逆賊の安禄山を討つためであった。粛宗は大いに喜び、盛大な宴を開催して葉護太子を歓待した。なお粛宗は討伐軍の元帥となった広平王李俶（後の代宗）に命じて、葉護太子と兄弟の約束をさせ、手厚い恩義を施して、葉護太子を遇した。葉護太子は広平王を兄と呼ぶことになった。
至徳二載九月の戊子の日に、葉護太子は迴紇の大首領の達干（タルカン：称号）ら13人がまず扶風に来て、朔方の将士と会った。僕射の郭子儀はこの一行を留めて、3日間の宴を開こうとしたが葉護太子は以下のように答えて固辞した。
唐の国家の危難があるために、私は遠方から来てご援助しようとしているのです。どうして宴会をして、暇をつぶしておれましょうか。
しかし、郭子儀は固くこれを引きとめた。宴が終わると葉護太子はすぐに出発した。その軍隊には毎日、羊200頭・牛20頭・米40石が食料として給与された。元帥の広平王は郭子儀らを率いて香積寺の20里の地点に到着すると、西方は豊水に臨んだ。賊軍は精鋭の騎兵を唐軍の本陣の東に隠し、唐軍の背後を襲撃しようとした。朔方左廂兵馬使の僕固懐恩は迴紇の葉護太子を招いて唐軍の救援を求めた。葉護太子は依頼を受けて賊軍を攻撃し、賊軍の一匹の馬も逃がさなかった。賊軍は大敗を喫したために西京（長安）を放棄した。これによって唐軍は西京を手中に収めた。
至徳二載十月、広平王及び副元帥の郭子儀は迴紇の兵馬を率いて賊軍と陝州の西において戦った。この戦いでは、郭子儀の軍隊は最初は曲沃に駐屯した。葉護太子はその将軍の車鼻施吐撥裴羅らを率いて南山に沿って東へ進み、谷の中で賊軍の伏兵と遭遇したが、逆にこれを全滅させた。郭子儀は新店にいたり、賊軍に遭遇して戦ったが、賊軍の勢いが強く、郭子儀の軍隊は数里退却した。迴紇は唐軍が山を越え、嶺上を西方に進み、白い旗をなびかせたのを望見して、進んでこれを攻撃し、直ちにその背後に出たので、賊軍は大敗して逃げ、塹壕を掘った。郭子儀と葉護太子の軍はは賊軍の逃げるのを20里あまり追撃した。賊軍の人馬は重なりあい、互いに踏みにじられて、死者は数えきれぬほどであったという。郭子儀と葉護太子の軍は敵の首を十余万も斬り、地上に倒れ伏した屍体は30里も続いたという。賊軍の武将の厳荘は馳せて、大敗したことを安慶緒に報告した。安慶緒はその大敗を聞いてあわてて賊党を率いて、東京（洛陽）を後にして敗走し、黄河を渡った。そこで葉護太子は広平王と僕射郭子儀に従い、東京に入城した。葉護太子は広平王から錦・毛氈・宝・貝を贈り物として与えられたのでそれを受け取ったという。
至徳二載十一月癸酉の日に、粛宗が西京に帰還したので、葉護太子は東京から西京に行った。粛宗は百官に勅してこれを長楽駅に出迎えさせた。粛宗は宣政殿に臨御して宴を開いて葉護太子をねぎらった。葉護太子は殿に升り、その配下の武将たちは階の下に列を作って並んだ。粛宗は錦・繍・繪（薄絹）・綵（綾絹）・金銀の器皿を葉護太子に贈り物した。葉護太子が暇乞いして西域に帰るにあたって、粛宗は「国家のために大事をなしとげ、義勇をなしたのは卿らの力である」と言った。葉護は答えて以下のように言った。
迴紇の戦兵は沙苑に駐屯しております。今はいったんは霊夏に帰り、新たに馬を取って来て、その上で范陽を占領して残賊を討伐するつもりです。
至徳二載十一月己丑の日に、粛宗は詔をくだして、以下のように述べた。
葉護の功績は艱難を救い、その大義は国家を保ってくれた。葉護の国（迴紇）は唐とは万里も離れたはるか遠い地方ではあるが、本朝（唐）と徳を一にし、心を同じくするものである。このような事実は古今に求めようとしても、いまだ聞いたこともないことである。迴紇の葉護は、特別に英姿を天から授かり、人よりぬきんでていて、人知れぬ計略を生んだ。その言はかならず忠信であり、その行いは温良をあらわし、その才は万人にも匹敵し、その位は北方諸蕃族の筆頭につらなっている。（唐において）凶悪にして醜いやからが人道を乱したため、中原はまだ不安な状態に陥っている。可汗は（唐と）兄弟の約束があることによって、国家のために父子の軍をおこし、その智謀を発揮し、あの凶悪なる逆賊を討伐した。ひとたび太鼓を鳴らして勇気をふるい、万里の遠きにわたって敵の鋒をくじいたので、20日間で両京は奪還された。その力は山岳を抜くほどに強く、その精神は風や雲を貫くほどにたくましかった。葉護は疲れてもその労を辞すことはなかったし、難事に急いで立ちむかっても、その分際を越えることはなかった。もとよりこのことは、日月に懸け、これを子孫に伝えるべきことがらである。分土に封じたり、封爵の誓いという恩賞のみにどうしてとどめておけようか。それ、位の崇高なのは司空があり、名誉の大なるものは封王が最高である。それゆえ、葉護を司空となし、なお忠義王に封ずべきである。唐は葉護に毎年、絹2万匹を送り、これを朔方軍に届けるから、葉護はよろしく使者を派遣してこれを受領せよ。
乾元二載（759年）四月に迴紇の葛勒可汗が死んだ際に、「その長男、葉護は以前に殺されていたので、迴紇は次男の移地健（牟羽可汗）を即位させ、その妻を可敦（カトゥン：皇后）とした」という史書の記述からすると、帰国後、間もなく殺害されたものと思われる。

## 参考史料
- 『旧唐書』（本紀第十、列伝一百四十五）
- 『新唐書』（列伝一百四十二上）